# Viaggio a Kandahar
Viaggio a Kandahar (Safar-e Qandahār) è un film del 2001 diretto da Mohsen Makhmalbaf.
Girato principalmente in Iran e, segretamente, proprio in Afghanistan durante il regime talebano e con protagonista l'attrice Nelofer Pazira, il film racconta la storia (in parte vera in parte inventata) di una rifugiata afgana di successo in Canada (interpretata da Nelofer Pazira) che ritorna nel suo paese dopo aver ricevuto una lettera dalla sorella, rimasta in Afghanistan dopo la fuga della famiglia, in cui annunciava di volersi togliere la vita in occasione dell'ultima eclisse solare del millennio.
È stato presentato in concorso al 54º Festival di Cannes, dove ha vinto il Premio della giuria ecumenica, e dopo gli attentati dell'11 settembre 2001 ha attirato l'attenzione di molti spettatori. Per questo film Makhmalbaf ha vinto anche il Federico Fellini Prize dell'UNESCO nel 2001.

## Trama
Nafas è una ragazza afgana trasferitasi in Canada, che avendo ricevuto una lettera dalla sorella che minacciava di suicidarsi durante l'eclissi, decide di andare a Kandahar prima che questo accada. Nascosta dietro un burqa, riesce ad attraversare il confine insieme ad una famiglia di rifugiati. Quando sono rapinati dai briganti e la famiglia se ne torna indietro, lei decide di continuare per la sua strada, prima insieme ad un ragazzo da poco espulso da una scuola coranica, poi ad un ex militare e ora medico afroamericano convertito all'Islam e disilluso dal verso che hanno preso le cose con il governo dei talebani.
Durante il film, Nafas si rende sempre più conto del rigore e della severità con cui i talebani trattano le donne e la distruzione della società afgana dopo anni di guerra. La sua guida, che si nasconde dietro ad una barba falsa, le fa notare che l'unico progresso tecnologico ammesso nel Paese è quello delle armi. Man mano che proseguono, Nafas registra le sue impressioni su un registratore portatile nascosto sotto il velo. Vede bambini spogliare cadaveri per sopravvivere, ragazzi che in una scuola coranica apprendono a memoria il Corano in arabo (pur non sapendolo parlare) e poi armano un AK-47, persone che lottano per avere un arto artificiale di cui potrebbero aver bisogno qualora finissero su un campo minato ed un dottore che esamina le pazienti donne attraverso un buco in un paravento, i sintomi delle quali vengono sempre riferiti da un accompagnatore o accompagnatrice.
Nafas non ritrova sua sorella. Quando la sua guida torna indietro, perché non se la sente di entrare a Kandahar, segue le indicazioni di una persona che si era appena fatto consegnare un paio di gambe artificiali dalla Croce Rossa. Nascosti da burqa i due si uniscono ad una festa nuziale che è improvvisamente interrotta dai talebani perché allietata da strumenti musicali e canzoni proibite dalla legge afgana. La sua guida viene scoperta e catturata. La pattuglia talebana concede a Nafas e ad altri partecipanti del corteo il permesso di continuare il cammino. Alla fine del film, Nafas si appresta a entrare in Kandahar al calare del sole. Nell'ultima scena del film, si intravede l'eclissi, il che può essere letto come un segno del fatto che la donna non sia riuscita a far sopravvivere la sorella.

## Produzione
Il ruolo della guida di Nafas è interpretato da Dawud Salahuddin (noto anche come David Belfield), uno statunitense di nascita convertito all'Islam che nel 1980 ha assassinato un dissidente ed ex-diplomatico iraniano su richiesta del neo costituito servizio segreto della Repubblica islamica dell'Iran. Salahuddin è considerato un ricercato dal governo americano e vive tuttora in Iran.

## Distribuzione
Alla sua uscita, in diverse sale cinematografiche veniva proposta la pellicola tagliata nei minuti finali; la Bim, che distribuiva il film nel territorio italiano, si è in seguito scusata per l'accaduto e ha provveduto a sostituire le pellicole non complete.

## Riconoscimenti
- Festival di Cannes 2001
  - Premio della giuria ecumenica